# Tyngdlyftning vid olympiska sommarspelen 1996
De olympiska tävlingarna i tyngdlyftning 1996 avgjordes mellan den 20 och den 30 juli i Atlanta. 243 deltagare tävlade i tio viktklasser.

## Medaljsammanfattning

### Medaljtabell
| Nation     | Guld | Silver | Brons | Totalt |
| Grekland   | 2    | 3      | 0     | 5      |
| Kina       | 2    | 1      | 1     | 4      |
| Ryssland   | 2    | 1      | 0     | 3      |
| Turkiet    | 2    | 0      | 0     | 2      |
| Ukraina    | 1    | 0      | 1     | 2      |
| Kuba       | 1    | 0      | 0     | 1      |
| Tyskland   | 0    | 2      | 1     | 3      |
| Bulgarien  | 0    | 1      | 2     | 3      |
| Nordkorea  | 0    | 1      | 1     | 2      |
| Kazakstan  | 0    | 1      | 0     | 1      |
| Australien | 0    | 0      | 1     | 1      |
| Ungern     | 0    | 0      | 1     | 1      |
| Polen      | 0    | 0      | 1     | 1      |
| Rumänien   | 0    | 0      | 1     | 1      |
|            |      |        |       |        |
| Totalt     | 10   | 10     | 10    | 30     |

### Medaljörer
| Gren                | Guld                         | Silver                      | Brons                      |
| 54 kg Detaljer...   | Halil Mutlu Turkiet          | Zhang Xiangsen Kina         | Sevdalin Minchev Bulgarien |
| 59 kg Detaljer...   | Tang Lingsheng Kina          | Leonidas Sabanis Grekland   | Nikolay Peshalov Bulgarien |
| 64 kg Detaljer...   | Naim Süleymanoğlu Turkiet    | Valerios Leonidis Grekland  | Xiao Jiangang Kina         |
| 70 kg Detaljer...   | Zhan Xugang Kina             | Kim Myong-Nam Nordkorea     | Attila Feri Ungern         |
| 76 kg Detaljer...   | Pablo Lara Rodriguez Kuba    | Yoto Yotov Bulgarien        | Jon Chol-Ho Nordkorea      |
| 83 kg Detaljer...   | Pyrros Dimas Grekland        | Marc Huster Tyskland        | Andrzej Cofalik Polen      |
| 91 kg Detaljer...   | Aleksei Petrov Ryssland      | Leonidas Kokas Grekland     | Oliver Caruso Tyskland     |
| 99 kg Detaljer...   | Akakios Kakiasvilis Grekland | Anatolij Khrapaty Kazakstan | Denis Gotfrid Ukraina      |
| 108 kg Detaljer...  | Timour Taimazov Ukraina      | Sergej Syrtsov Ryssland     | Nicu Vlad Rumänien         |
| +108 kg Detaljer... | Andrej Tjemerkin Ryssland    | Ronny Weller Tyskland       | Stefan Botev Australien    |